# 루마니아의 엘리사베트
루마니아의 엘리사베트(루마니아어: Elisabeta a României 엘리사베타 아 로므니에이[*], 그리스어: Ελισάβετ της Ρουμανίας 엘리사베트 티스 루마니아스[*], 1894년 10월 12일 ~ 1956년 11월 14일)는 그리스 왕국의 요르요스 2세 국왕의 왕비이다. 루마니아 왕국 출신의 왕족으로서 호엔촐레른지크마링겐가 출신이다.

## 생애
1894년 10월 12일에 루마니아 시나이아에 위치한 펠레슈성에서 루마니아의 페르디난트 1세 국왕과 에든버러의 마리아 왕녀의 장녀로 태어났다. 루마니아의 카롤 2세 국왕은 그의 오빠이고 유고슬라비아의 마리야, 루마니아의 일레아나는 그의 여동생에 해당한다.
1911년에 그리스의 콘스탄티노스 1세 국왕의 아들이자 그리스의 왕위 계승 2순위였던 요르요스는 엘리사베트를 처음 만났다. 그리스와 루마니아가 발칸 전쟁에서 동맹 관계를 수립한 이후에 엘리사베트는 제1차 세계 대전 기간 동안에 부상당한 군인을 위문했다. 엘리사베트는 1919년에 자신의 여동생인 유고슬라비아의 마리야·루마니아의 일레아나, 자신의 어머니인 에든버러의 마리아와 함께 파리 강화 회의에 참석했다.
1920년 12월 5일에 그리스에서 콘스탄티노스 1세 국왕이 복위 여부를 묻는 국민투표가 가결되면서 엘리사베트는 요르요스와 함께 그리스 왕실에 입성했다. 엘리사베트는 1921년 2월 27일에 루마니아 부쿠레슈티에서 요르요스와 결혼하였으나 자녀는 없었다. 1922년 9월 27일에 자신의 남편이 그리스의 요르요스 2세 국왕으로 즉위함에 따라 그리스의 왕비가 되었으나 1924년 3월 25일에 그리스 제2공화국의 수립을 계기로 왕정이 폐지되면서 왕비 지위가 박탈되었다. 이에 따라 요르요스 2세 국왕과 엘리사베트 왕비는 루마니아로 귀국하게 된다.
요르요스 2세는 1935년 7월 6일에 엘리사베트와 이혼했고 1935년 11월 25일에 그리스의 국왕으로 복위하게 된다. 엘리사베트는 루마니아에 계속 남아 있었고 1947년에 루마니아에서 공산주의 정권이 수립되면서 해외로 망명하게 된다. 1956년 11월 14일에 프랑스 칸에서 사망했다.